# South China Morning Post
El South China Morning Post (conocido por sus siglas SCMP), que en su edición dominical recibe el nombre de Sunday Morning Post, es el periódico de referencia de Hong Kong, región administrativa especial de la República Popular China. El periódico, propiedad de Alibaba Group, se edita a diario en inglés. El diario fue fundado por el revolucionario antimonárquico de origen australiano Tse Tsan-tai y el periodista británico Alfred Cunningham (anteriormente con China Mail, Hong Kong Daily Press y New York Sun), con la primera edición del artículo publicada el 6 de noviembre de 1903. .
La circulación de la revista se ha mantenido relativamente estable durante años: la circulación diaria promedio fue de 100 000 en 2016. Una encuesta de 2019 de la Universidad China de Hong Kong que muestrea a 1079 hogares locales sugirió que SCMP era visto como el periódico de pago más creíble de Hong Kong. El editor en jefe Tammy Tam sucedió a Wang Xiangwei en 2016. SCMP imprime ediciones en papel en Hong Kong y opera un sitio web de noticias en línea. 
Era propiedad del grupo de Rupert Murdoch News Corporation hasta que fue adquirida por el magnate inmobiliario de Malasia Robert Kuok en 1993. El 5 de abril de 2016, Alibaba Group adquirió las propiedades de los medios de comunicación del Grupo SCMP, incluido el South China Morning Post. En enero de 2017, Gary Liu, un exejecutivo de una compañía web de Nueva York, se unió a SCMP como director ejecutivo (CEO).

## Historia
El South China Morning Post salió a la calle por primera vez el 6 de noviembre de 1903. En noviembre de 1971, su empresa editora, South China Morning Post Ltd. comenzó a cotizar en la Bolsa de Hong Kong. Fue propiedad de News Corp Ltd., empresa de comunicaciones de Rupert Murdoch hasta 1993, cuando la mayor parte de las acciones quedaron bajo control de Kerry Media Ltd. Esta empresa estaba controlada por el magnate malasio Robert Kuok, sucedido por su hijo Kuok Khoon Ean como presidente en 1997.
En 1996, apareció la edición en Internet del periódico. Inicialmente gratuita, sus contenidos son ahora accesibles solo para suscriptores.